# Долгоруков, Александр Иванович
Князь Алекса́ндр Ива́нович Долгору́ков (Долгорукий; 7 [18] июня 1793, Москва — 7 [19] декабря 1868, Москва) — участник Бородинской битвы, русский поэт и прозаик.

## Биография
Происходил из княжеского рода Долгоруковых. Сын князя Ивана Михайловича Долгорукова от брака с Евгенией Сергеевной Смирновой. Брат князей П. И. Долгорукова и Д. И. Долгорукова.
Учился в Московском университетском пансионе, после в Геттингенском университете (1806—1808)
В 1803—1810 года имел звание пажа, но в Пажеском корпусе не находился. В 1810 году выпущен из пажей 14-м классом (см. Табель о рангах) по слабости здоровья с приказом по армии никогда не принимать его в военную службу. Начал службу в 1811 году в Комитете Лифляндских дел Министерства внутренних дел с чином 14-го класса.
В 1812 году записан корнетом в Московское ополчение, участник Бородинской битвы, сражений под Тарутиным и Малоярославцем. В 1813 году по роспуске Ополчения переведён прапорщиком в Черниговский конно-егерский полк, куда отправился с депешами от военного министра в резервную армию, но «в дороге проиграл казенные прогоны (3 тыс. руб.), заложил у трактирщика амуницию и мундир, кинул казенные депеши и частные письма, бросил слугу, загулял по Малороссии, вернулся в Москву и просил об отставке». Был подвергнут суду, но благодаря заступничеству военного министра князя А. И. Горчакова (женатого на дочери князя Ю. В. Долгорукова, в доме которого князь Долгоруков некоторое время жил в отрочестве), в 1814 году признан сумасшедшим и вышел в отставку.

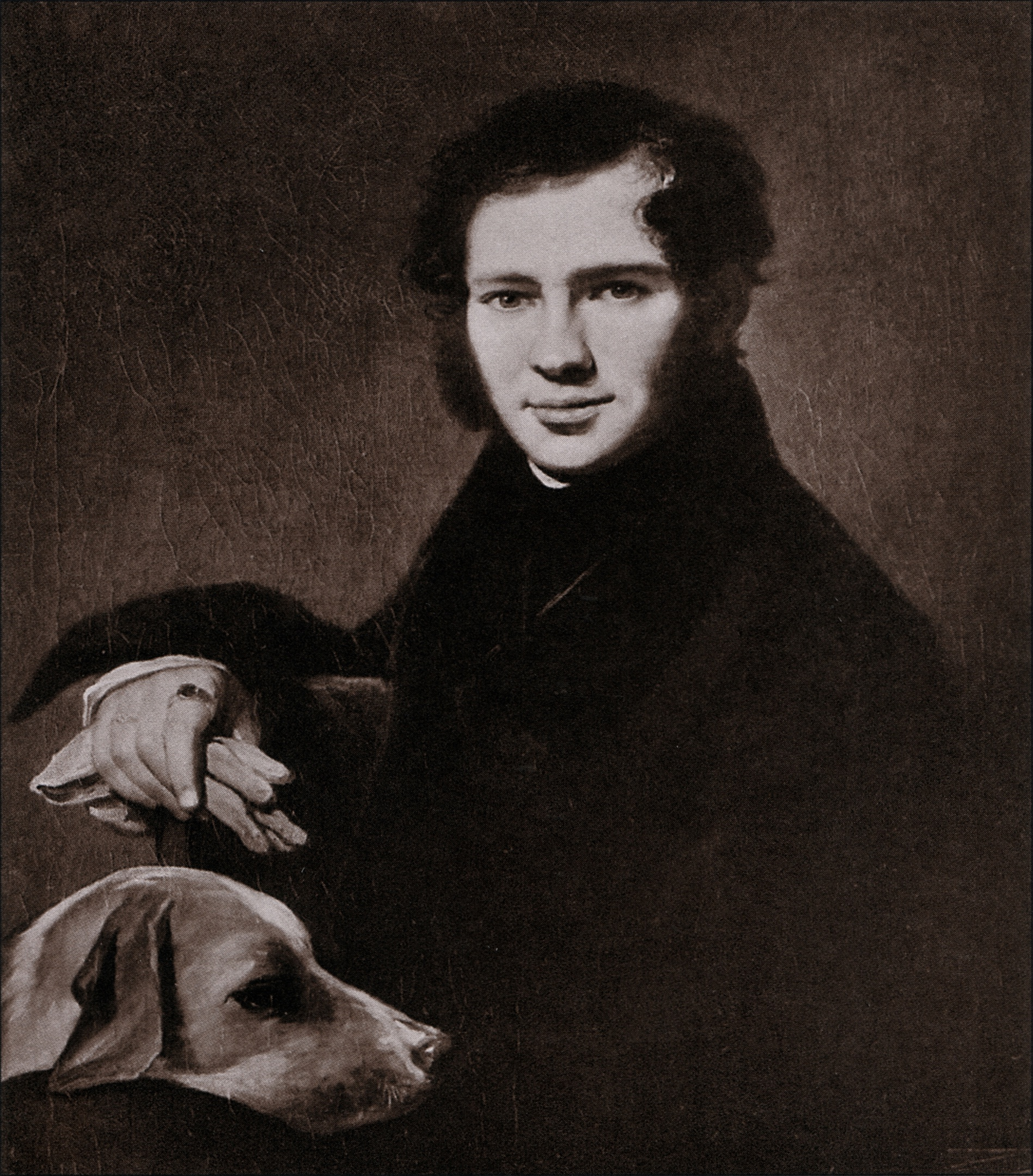
Портрет 1830-х

В 1815 году определён на службу в Департамент Министерства юстиции, откуда в 1817 году откомандирован в Канцелярию Общего собрания московских департаментов Правительствующего сената. Карьера его практически не развивалась: 24 января 1819 году он был произведён в титулярные советники со старшинством с 1 декабря 1818 года, и 22 мая 1836 года по прошению уволен от службы с тем же чином — и это при том, что на коронацию Николая I в 1826 году чин коллежского асессора давали независимо от наличия университетского диплома.
Находясь в отставке, много путешествовал по Европе. 23 октября 1856 года определён на службу в Главное казначейство младшим кассиром, 30 декабря того же года произведён в коллежские асессоры со старшинством со дня возвращения на службу и 17 марта 1857 по прошению вновь уволен от службы — на этот раз окончательно. После этого жил в основном в деревне. Скончался в 1868 году и похоронен в некрополе Донского монастыря в Москве.

## Семья
Первая жена (с 03.06.1832) — Елена Ивановна Колошина (26.02.1790—09.10.1850), сестра декабристов Петра и Павла Колошиных. По отзыву современников, была «добрая, но слишком обыкновенная женщина», при этом «очень нехороша собой, но пребойкая и преумная штучка». Похоронена в некрополе Донского монастыря.
Вторая жена (с весны 1854) — баронесса Анна Львовна Боде (07.12.1815—04.02.1897), старшая дочь барона Льва Карловича Боде от брака с Натальей Фёдоровной Колычёвой. В 1834 году была пожалована во фрейлины двора, с 1841 года жила в Зимнем дворце и была очень любима императрицей Александрой Фёдоровной. Красоту фрейлины Боде отмечал и император Николай I, и наследник престола. По отзыву современника, она была очень любезной и милой, «при обширном уме, обладала особенным талантом привлекать к себе всех от мало до велика — нравиться мужчинам и женщинам». Владея хорошо голосом, она любила петь на клиросе и была чрезвычайно экзальтированной. Среди её героев был принц Хозрев-Мирза, модный московский врач А. Е. Берс, князь В. А. Меншиков и великий герцог Фридрих Франц II Мекленбург-Шверинский, причем с последним, согласно его собственным воспоминаниям, у неё была продолжительная любовная связь. В 1852 году фрейлина Боде имела интригу с красивым итальянским певцом Джованни Марио, за  что попала под надзор Третьего отделения и, по словам фрейлины А. Ф. Тютчевой, была удалена от двора. После чего проживала у родителей в Москве и числилась в бессрочном отпуске. Выйдя замуж за пожилого князя Долгорукова, она принесла ему неплохое приданое. Скончалась в 1897 году и была похоронена в некрополе Донского монастыря в Москве.

## Литературная деятельность
Первый сборник стихов вышел в 1840 году и назывался «Мои счастливейшие минуты в жизни». Самая ранняя дата написания произведения в этом сборнике — 1832 год. В 1859 году князь выпустил трёхтомник своих сочинений, как в стихах, так и в прозе (повести «Дыра на бабушкиной юбке», «Китайские тени», «Миртовая ветка», «Роковая пуля» и др.). В 1865 году он выпустил биографию врача-подвижника А. И. Овера, а в 1867 году — отдельной брошюрой — стихотворение «Тризна по друзьям отшедшим на память оставшимся Ивану Петровичу Хомутову и Михайлу Дмитриевичу Козловскому». Стихотворения Долгорукова автобиографичны, преемственность по отношению к творчеству отца подчёркивается как совпадением многих названий («Парфену», «Я», «Завещание», цикл «Сумерки моей жизни»), так и воспроизведением основных жизненных установок, выраженных в стихах, но по дарованию он значительно уступал не только отцу, но и младшему брату Дмитрию.
Много стихов-посланий, адресованных женщинам, друзьям и родственникам, в том числе — Д. И. Долгорукову, Петру Александровичу Новикову (мужу сестры), Григорию Михайловичу Богданову (побочному дяде). Источником вдохновения для Долгорукова часто служили реплики, брошенные кем-либо из собеседников на недавней вечеринке, стихотворные послания, на которые требуется непременно стихотворный ответ, поэтические игры, состоящие в том, что все участники пишут стихи на заданные слова. Конечно, он писал и в дамские альбомы. В целом его творчество — образец типичной «домашней поэзии».

## Сочинения
- Мои счастливейшие минуты в жизни: Стихотворения. — М.: В типографии Николая Степанова, 1840.
- Сочинения князя Александра Ивановича Долгорукого в прозе и стихах. — М.: В типографии Л. Степановой при Императорских Московских Театрах, 1859. — Ч.1—3.
- Александр Иванович Овер: [Биограф. очерк]. — М.: Типография В. Готье, 1865.
- Тризна по друзьям отшедшим на память оставшимся Ивану Петровичу Хомутову и Михайлу Дмитриевичу Козловскому. — М.: Типография Л. Степановой, 1867.